# Brookesia superciliaris
Brookesia superciliaris (лат.) — вид хамелеонов из рода брукезии.

## Описание
Brookesia superciliaris имеет удлинённое, высокое, сплющенное с боков тело, напоминающее свернувшийся мёртвый лист. Размер и вид хамелеона отличаются большим разнообразием. Он может быть любого оттенка коричневого, бежевого, серого, оливкового, зелёного и тёмно-красного цветов, но, как правило, цвет и форма мимикрует под мёртвый листок. Имеет два рога над глазами и 4 остроконечных чешуи, выступающие из глотки.

## Ареал и местообитание
Обитает на востоке Мадагаскара, включая остров Нуси-Бураха, от уровня моря до высоты 1250 м. Живёт на подстилке вечнозелёного первобытного леса, но может также встречаться во вторичном лесу и окрестных плантациях. Предпочитает закрытый полог леса, поднимается на высоту до 1,5 м.